# 라스트 키스 (2001년 영화)
라스트 키스(L'Ultimo Bacio, The Last Kiss)는 이탈리아에서 제작된 가브리엘 무치노 감독의 2001년 멜로/로맨스, 드라마, 코미디 영화이다. 스테파노 아코르시 등이 주연으로 출연하였고 도메니코 프로카치 등이 제작에 참여하였다.

## 출연

### 주연
- 스테파노 아코르시
- 지오바나 메조기오르노

### 조연
- 스테파니아 산드렐리
- 마르코 코치
- 피에르프란체스코 파비노

## 제작진
- 미술: 유지니아 F. 디 나폴리
- 의상: 니콜레타 에콜
- 배역: 프란체스코 베도바티